# Megistotherium
A Megistotherium az emlősök (Mammalia) osztályának a fosszilis Creodonta rendjébe, ezen belül a Hyaenodontidae családjába tartozó nem.
Nemének egyetlen faja az óriás méretű Megistotherium osteothlastes (a legnagyobb csontzúzó szörnyeteg) volt. Igen nagy a valószínűsége annak, hogy a Megistotherium osteothlastes a Hyainailouros sulzeri fiatal szinonimája.

## Rendszertani besorolása
A Creodonta rend az eocénben és az oligocén első felében élte virágkorát, mielőtt az oligocén végén a mai ragadozók (Carnivora) kiszorították őket. Érdekes módon a Megistotherium, a creodonták legnagyobbika a miocén korban jelent meg, amikor is rokonai már kihalófélben voltak. A Megistotherium az afrikai Hyaenodontidae családból fejlődött ki. A Hyainailouros sulzeri közeli rokona a Megistotherium osteothlastesnak, méretben és az arányokban is megegyeznek; mindkettőnek hosszú farka, rövid végtagjai és tömzsi teste volt. 2005-ben Morales és Pickford azt állították, hogy a két élőlény tulajdonképpen egy és ugyanaz, és javasolták, hogy a Megistotherium osteothlastes a Hyainailouros sulzeri fiatal szinonimája legyen. 2007-ben Morlo, Miller és El-Barkooky, valamint 2008-ban Morales, Pickford és Salesa megerősítették ezt a javaslatot. A Megistotherium osteothlastesnak, csak töredékes maradványai vannak, míg a Hyainailouros sulzerinak egy majdnem teljes csontváza került elő; továbbá a H. sulzeri Namíbián kívül Európában és Ázsiában is előfordult, tehát ha a két valójában egy fajt alkot, akkor a Megistotherium előfordulási területe nem korlátozódik, csak Afrikára.

## Előfordulása
Ez a hatalmas fenevad mintegy 23,03-11,61 millió évvel ezelőtt élt, a kora miocén korban. Maradványai Kenyából (Ngorora és Muruyur lelőhelyekről), Egyiptomból, Namíbiából, Ugandából és Líbiából kerültek elő.

## Megjelenése
A Megistotherium egyike a valaha élt legnagyobb szárazföldi ragadozó emlősöknek. Mint rokonainak, ennek az állatnak is igen nagy (66 centiméteres) koponyája volt a testéhez képest. Testtömege körülbelül 500–880 kilogramm lehetett. Méretei miatt nem lehetett fürge, de a nagy, lassú állatok elejtésére volt alkalmas. Tépőfogai más creodontákhoz hasonlóan az első felső őrlőfogak voltak, amelyek átfedték egymást az alsó őrlőfogakkal.

## Életmódja
A miocén korban az a terület, ahol ma a Szahara sivatag van, jóval kellemesebb éghajlatú volt. Az esőáztatta földrészen hatalmas füves puszták és számos tavak és mocsarak voltak, amelyek nagy számú zsákmányállatot vonzottak oda. Ezek aztán a Megistotheriumnak és egyéb afrikai ragadozónak szolgáltak táplálékul. A Megistotheriumok kövületei mellett Mammut (Masztodon) csontokat is találtak, ami arra hagy következtetni, hogy ezek az óriási creodonták az ősormányosokra is vadásztak.

## Neve
Nevét 1973-ban Robert Savage-tól kapta.

### Fordítás
- Ez a szócikk részben vagy egészben  a   Megistotherium című angol Wikipédia-szócikk ezen változatának fordításán alapul.  Az eredeti cikk szerkesztőit annak laptörténete sorolja fel. Ez a jelzés csupán a megfogalmazás eredetét és a szerzői jogokat jelzi, nem szolgál a cikkben szereplő információk forrásmegjelöléseként.